# خوزه سباستیانو پیرس نیتو
خوزه سباستیانو پیرس نیتو (به پرتغالی: José Sebastião Pires Neto) هافبک اهل برزیل است که در شهر سوروکابا و در تاریخ ۲۳ فوریهٔ ۱۹۵۶ به دنیا آمده‌است.
خوزه سباستیانو پیرس نیتو در تیم‌های فوتبال پالمیراس سابقهٔ حضور دارد.